# Alojz Habovštiak
Alojz Habovštiak (9. května 1932 Krivá, Československo - 11. června 2000 Bratislava, Slovensko) byl slovenský archeolog, významný badatel výzkumů středověkých vesnic. V letech 1977-1989 byl ředitelem SNM.

## Dílo
- 1959 K otázke stredovekej tzv. kolkovanej keramiky na Slovensku, in: Slov. Arch. 7-2.
- 1959 Zaniknutá stredoveká osada v chotári obce Bohatá, in: Archeologické rozhledy 11.
- 1961 Príspevok stredovekej archeológie k štúdiu románskych tehlových stavieb na Slovensku, in: Sbor. Českoslov. spol. arch. při ČSAV 1.
- 1961 Príspevok k poznaniu našej nížinnej dediny v XI.-XIII. storočí, in: Slov. Arch. 9.
- 1962 Včasnostredoveké sídliská na juhozápadnom Slovensku I-III. kandidátská dizertace.
- 1962 Mladohradištná chata v Siladiciach, in: Arch. Roz. 16.
- 1963 Zaniknutá stredoveká dedina Bratka pri Leviciach, in: Slov. Arch. 11-2.
- 1963 J. Herrmann (recenze), in: Slov. Arch. 11-1.
- 1964 Výskum v Milanovciach, in: Arch. Roz. 16.
- 1965 Poľnohospodárstvo na Slovensku v 9.-11. stor., in: O počiatkoch slov. dejín.
- 1966 K otázke datovania hradiska v Bíni, in: Slov. Arch 14-2.
- 1966 Frühmittelalterliche Wallanlage und romanische Bauten in Bíňa. Nitra.
- 1966 Untergegangene Kirche und Friedhof in Sokolníky (Gemeinde Podhorany). Nitra.
- 1966 Kirche mit Fresken in Kostoľany pod Tríbečom. Nitra.
- 1966 Románsky kostol v Podhoranoch-Sokolníkoch, in: VČ 15.
- 1968 Archeologický výskum v Kostoľanoch pod Tríbečom, in: Mon. tut. 2.
- 1969 Stredoveké dediny vo svetle doterajšieho historicko-archeologického výskumu na Slovensku, in: Agrikultúra 8.
- 1969 Po stopách zaniknutých sídlisk na Orave, in: VČ 18.
- 1971 Archeologický výskum stredovekého obdobia na Slovensku, in: Slov. Arch. 19-2.
- 1971 Hmotná kultúra stredovekých dedín vo svetle doterajšieho archeologického výskumu na Slovensku, in: Agrikultúra 10.
- 1971 Objavy románskeho muriva kostolov v Nitrianskych Hrnčiarovciach a Dolných Obdokovciach, in: VČ 20.
- 1971 Stredoveké nálezy a pozostatky kamenného vodovodu pri bývalom zoborskom kláštore v Nitre, in: Zbor. SNM História 11.
- 1972 Stredoveké hrádky na Slovensku, in: VČ 21.
- 1972 Bronzová gravírovaná misa z Bohatej, okres Komárno, in: Zbor. SNM História 12.
- 1973 Historicko-archeologický výskum stredovekých zaniknutých dedín na Slovensku, in: Sbor. prací…
- 1973 Stredoveké zaninuté sídliská ako predmet historicko-archeologického výskumu, in: Slov. Arch. 21.
- 1973 Archeologický výskum v Hronskom Beňadiku. in: VČ 22.
- 1974 Nález pozostatkov zaniknutých polí v katastri obce Tehla, okr. Levice, in: Agrikultúra 12.
- 1974 Nálezy stredovekých hlinených kotlíkov na Slovensku, in: Zbor. SNM História 14.
- 1974 Mittelalterliche Archäologie in der Slowakei, in: Stud. Hist. Slov. 7.
- 1974 Zaniknuté stredoveké stavby v Mankovciach, in: VČ 23.
- 1974 Starý Tekov v praveku a stredoveku, in: VČ 23.
- 1975 Stredoveké agrárne sídliská 10.-13. stor. na Slovensku, in: Arch. Roz. 27.
- 1975 Zaniknuté stredoveké dediny na území bývalej Tekovskej župy. rukopis. Nitra.
- 1975 Hradisko z 9.-10. stor. v Tlmačoch, in: Slov. Arch. 23.
- 1976 Historickoarcheologický výskum stredovekých zaniknutých dedín na Slovensku, in: Zbor. SNM História 16.
- 1976 4. celoštátny seminár o výskume stredovekých osád v ČSSR, in: Zbor. SNM História 16.
- 1977 Príspevok k poznaniu niektorých zaniknutých dedín v bývalej Tekovskej župe, in: Zbor. SNM História 17.
- 1977 PhDr. Belo Polla, CSc. – šesťdesiatročný, in: Zbor. SNM História 17.
- 1977 PhDr. Belo Polla, CSc., šesťdesiatročný, in: Slov. Arch. 25-1.
- 1979 Poveľkomoravské hradisko na Beňadickej skale, in: Zbor. SNM História 19.
- 1981 Slovenské múzeá v jubilejnom roku, in: Zbor. SNM História 21.
- 1982 Stopami dějin. Príspěvek archeologie k poznání historického vývoje Slovenska v období od 9.-14. století, in: Věda a život 27.
- 1983 Deserted Medieval Villages in Slovakia: Some Recent Archaeological Research. London.
- 1985 Stredoveká dedina na Slovensku. Bratislava.
- 1986 Zur Frage der Frequenz und Ursachen der mittelalterlichen Dorfabgänge in der Slowakei, in: Slov. Arch. 34-2.
- 1988 Za prom. hist. Milanom Rybeckým (6. júl 1925 – 24. máj 1987), in: Zbor. SNM História 28.
- 1988 Archäologische Siedlungsforschung in der Slowakei, in: Genetische Siedlungsforschung…
- 1989 Jubileum PhDr. Márie Zacskovej, in: Zbor. SNM História 29.
- 1989 Za Milošom Jurkovičom, in: Zbor. SNM História 29.
- 1989 Régészeti adatok a középkori népi építészet tanulmányozásához Szlovákiából, in: Népi építészet…
- 1994 Der Beitrag der Archäologie zur Wüstungsforschung in der Slowakei, in: Siedlungsforschung-Archäologie-Geschichte-Geographie 12.